# 한택식물원
한택식물원(韓宅植物園)은 경기도 용인시 처인구 백암면 옥산리에 있는 사립 식물원이다.

## 개요
1979년 현재의 용인시 백암면 옥산리 일대에 세워졌으며 1984년에 정식 개장하였다. 행정상으로는 용인시에 속하나 지리적으로는 용인시 남동쪽 끝에 있으며 용인시 백암면과 안성시 삼죽면의 경계에 있다.
현재 국내 및 해외에서 자생하는 수목 및 식물을 식재하였으며 국내 야생식물, 수생식물, 토종식물을 비롯하여 해외에서 식재하는 외래식물 등을 전시하고 있다.
면적은 대지 20만평이며 규모는 용인시 식물원 중에서 넓고 대부분이 국내외 통틀어 1만 여종의 식물을 보유하고 있다.
관외로 수생식물원과 희귀식물원이 있으며 이쪽은 식물원 건너편에 위치하고 있고 현재는 희귀식물 보호 및 연구를 위한 공간인 서원이 있는데 이 곳은 관계자 외에 일반인은 출입이 금지되어 있으며 식물원 측의 허가하에 연구학술 목적으로만 출입할 수 있다. 현재 서원은 일반관람은 불가하다.

## 현황
- 사계정원
- 허브, 식충식물원
- 모란작약원
- 침상원
- 시크릿가든
- 자연생태원
- 무궁화원
- 침엽수원
- 아이리스원
- 원추리원
- 비비추원
- 암석원
- 아프리카 온실(아프리카에서 자생하는 열대식물 온실)
- 생태식물원
- 수생식물원
- 희귀식물원
- 서원(관계자 외 출입금지, 일반인 관람불가)